# 月球3号
月球3号（俄语：Луна-3）是苏联于1959年10月4日发射的无人月球探测器。它是世界上第一个拍得月球背面照片的航天器。1959年10月7日，月球3号在飞过月球背面时发回了29帧图象，覆盖了月球背面70%的面积。
在获得这些图像之后，苏联天文学家对月球背面的地貌进行了命名。月球3号后来成为一颗地球卫星。

## 外部連結
- Zarya - Luna 3 chronology （页面存档备份，存于）
- Soviet Moon photographs （页面存档备份，存于）
- Flight of Luna 3 （页面存档备份，存于）
- Luna 3 Image Catalogue at NSSDC（页面存档备份，存于）
- Processed images from the Luna 3 mission
- Luna 3, National Space Science Data Center, National Aeronautics and Space Administration （页面存档备份，存于）